# Danses traditionnelles chez les Abbey
Les danses traditionnelles du peuple Abbey de Côte d'Ivoire constituent une part de la richesse culturelle de la région,. Ces danses sont classées par catégorie, et sont toujours accompagnées d'instruments traditionnels spécifiques à ce peuple, lors de leur exécution. Elles sont exécutées lors des cérémonies religieuses, de réjouissances, funéraires et dans les festivals culturels.

## Danses religieuses et funéraires

### Obougbô

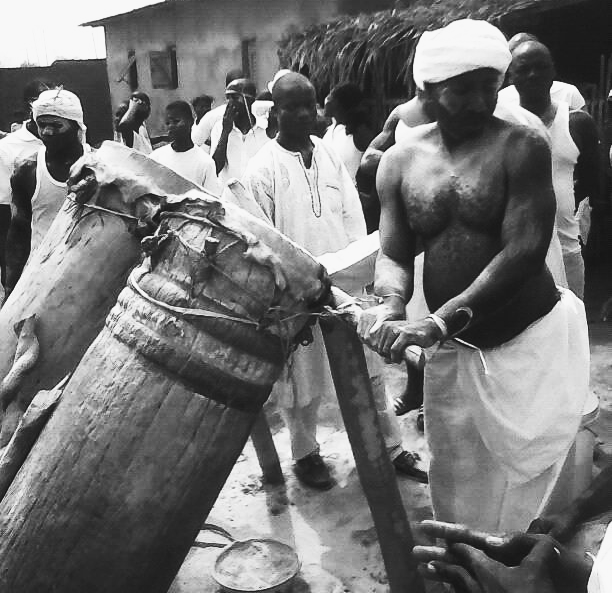
Le tambourineur et le tam-tam parleur étigbanon accompagnant la danse Obougbô lors de la fête des ignames à Loviguié, chef-lieu du canton Abèvé.

C'est une danse proverbiale réservée aux nobles. Elle s'exécute pendant les grands événements tels que la fête des ignames (ou fête de purification), et lors des cérémonies funéraires d'un riche homme. Au cours de cette danse, l'héritier du riche homme demande qui, des éhérighé (en français: esclaves), veut bien accompagner le défunt dans l'au-delà. Cinq tambours, dont deux étigbanon, deux atèkplè et un obounon, constituent l'ensemble instrumental de cette danse. L'obougbô est courante dans le canton Morié (de chef-lieu Grand-Morié).

## Danses funéraires et de réjouissances

### Akroumou
Cette danse est inspirée des mouvements du cou des perroquets lorsqu'ils chantent. Elle se pratique par les hommes et les femmes de tous âges, lors des cérémonies de réjouissances ou des veillées funéraires. L'ensemble instrumental est composé de trois tambours et d'une cloche ariako. On peut ajouter à cet orchestre, soit le sifflet, soit la trompette, soit l'accordéon ou encore l'harmonica.

### N'Dolé

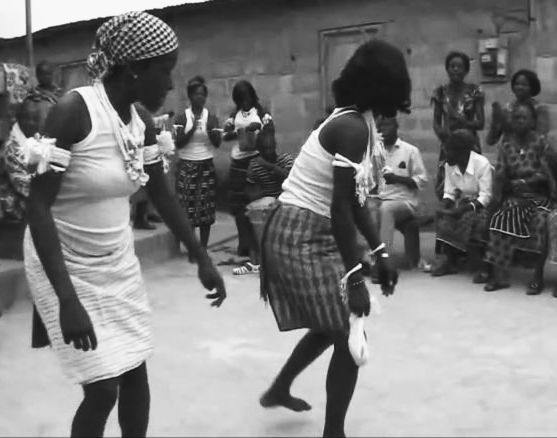
Des jeunes filles du village Amangbeu exécutant la danse traditionnelle N'Dolé en répétition pour une prestation.

C'est une danse exécutée pour célébrer la femme et la beauté féminine. Elle met en exergue la rondeur de la femme. Traditionnellement, la n'dolé est dansée par les femmes qui sont félicitées par les hommes au moyen de quelques petits dons. L'ensemble instrumental comprend trois tambours (à savoir un pindrin, un dokoué et un oboudjé), plusieurs paires de baguettes en bambou arômô et des hochets chèbè ou chègbè. Cette danse apparaît lors des cérémonies de réjouissances ou des veillées funéraires.

### Been'don
C'est une danse populaire pratiquée par les hommes et les femmes, à l'occasion des cérémonies de réjouissances et des funérailles. L'ensemble instrumental de la Been'don se compose de six tambours dont deux étigbanon, deux atèkplè, un obounon et un pindrin.

### Foussoumou bou le feu ron
Signifiant en français: « ta propre chose peut te tuer ou te nuire », Foussoumou bou le feu ron est une danse funéraire ou de réjouissance, exécutée par les hommes et les femmes. Les chants sont souvent accompagnés de coups de sifflet. Les musiciens et musiciennes sont vêtus d'ensembles traditionnels. Au cours de la danse, les femmes agitent des foulards blancs. Les instruments se constituent de trois tambours (à savoir un pindrin, un dokoué et un oboudjé), deux hochets en vannerie chèbè ou chègbè, une cloche double kokoba, un harmonica en fer n'gofè.

## Danses de réjouissances

### Arômonnè ou djanè
Cette danse est rythmée par des battements de mains (en abbey : arômô) des musiciennes. Elle se pratique souvent dans la rue (en abbey : dja, d'où le nom de djanè) par des jeunes filles pour égayer les nuits dans les villages et campements. Cette danse de réjouissance est aussi exécutée lors des cérémonies de mariages traditionnelles.

### Agbèdjèdjè
L'Agbèdjèdjè (signifiant en français : s'accroupir) est une danse de réjouissances exécutée par les jeunes filles et les garçons, vêtus de jupes de raphia, m'dô et portant aux pieds des sonnailles en feuilles de rônier, m'djo. Une vieille femme accompagnant le groupe jette, par endroits, de la poudre de kaolin, pour combattre les esprits maléfiques (pour purifier l'aire de danse et les danseurs). Cette danse a été introduite dans le département d'Agboville, par des travailleurs agricoles émigrés de Tiébissou, qui l'ont enseignée au village de leurs employeurs (Gouabo). L'ensemble instrumental est composé de trois tambours (à savoir un pindrin, un dokoué et un oboudjé), une cloche kokoba ou ariako, deux hochets en boîte chèbè. Cette danse est pratiquée seulement à Gouabo et Ananguié, deux villages de la sous-préfecture de Rubino.

### Mindi
C'est une danse de réjouissance d'origine adjoukrou, exécutée par les femmes. Le village qui l'a pratiquée, en premier, en pays abbey, est Ottopé, où elle fut enseignée par une jeune fille de Grand Yapo, mariée dans ce village. Les chants sont soutenus par trois tambours, deux obougnon, un oboudjè, un hochet chèbè ou chègbè et plusieurs paires de baguettes en bambou arômô.

### Aboya sôgô
Cette danse est importée du pays godié, et doit son nom à un fils d'Ery-Macouguié, qui l'a introduite en pays abbey. C'est une danse de réjouissance pratiquée par les jeunes, les adultes et les enfants des deux sexes. L'ensemble instrumental accompagnant cette danse comprend six tambours dont deux obougnon, trois oboudjé, un pindrin, un hochet chèbè ou chègbè, une cloche ariako. La danse Aboya sôgô se pratique à Ery-Makouguié 1 et Ery-Makouguié 2, deux villages du canton Tchôffo, dans le département d'Agboville.